# Ephies alius
Ephies alius är en skalbaggsart som beskrevs av Michitaka Shimomura 1988. Ephies alius ingår i släktet Ephies och familjen långhorningar. Inga underarter finns listade i Catalogue of Life.